# Grauwe baardvogel
De grauwe baardvogel (Caloramphus hayii) is een Aziatische baardvogel. Deze soort is na 2013 op grond van DNA-onderzoek gesplitst in de bruine baardvogel (P. fuliginosus) die  alleen op Borneo voorkomt en deze soort. De grauwe baardvogel komt voor op Malakka en Sumatra.

## Kenmerken
De bruine baardvogel is 17,5 cm lang. Hij is — net als de andere Aziatische baardvogels — vrij plomp van bouw. Verder wijkt de vogel sterk af van de baardvogels uit het geslacht Psilopogon. De vogel is bruin van boven en vuilgrijs  van onder. De keel en de bovenkant van de borst zijn dof lichtbruin, geleidelijk overgaand in grijs. De poten zijn oranje gekleurd. Het vrouwtje heeft een hoornkleurige snavel het mannetje een zwarte snavel. De vogel gedraagt zich anders dan de andere Aziatische baardvogels; hij maakt niet het karakteristieke staccato-geluid, maar produceert fluittonen. Verder is de vogel niet zo sterk territoriaal maar komt voor in familiegroepjes.

## Verspreiding en leefgebied
De grauwe baardvogel komt voor op het schiereiland Malakka (inclusief Myanmar en het zuiden van Thailand) en Sumatra. Het is een algemene standvogel van regenwoud in heuvelland tot op een hoogte van 1000 m boven de zeespiegel, maar ook in aangetast, secundair bos en plantages, maar komt dan voor in lagere dichtheden.

## Status
De grootte van de populatie is niet gekwantificeerd maar de soort wordt omschreven als tamelijk algemeen binnen zijn verspreidingsgebied. Door ontbossing gaat er wel veel geschikt habitat verloren. Daarom heeft deze soort op de Rode lijst van de IUCN de status gevoelig.